# Valérie Damidot
Valérie Damidot, née le 18 janvier 1965 à La Garenne-Colombes, est une animatrice de télévision, actrice et humoriste française.

## Biographie
Née Valérie-Emmanuelle Clerc (Damidot est le nom de son ex-mari), elle est la fille unique d'une comptable et d'un ancien sertisseur de bijoux chez Van Cleef & Arpels devenu commissaire de police.
À l'issue de sa scolarité, notamment dans un lycée privé expérimental où son professeur de français Gilles Taurand lui fait tourner deux courts métrages, elle entame des études de lettres puis exerce différents métiers : d'abord elle loue des motomarines et des motoneiges à la montagne, puis des motomarines en Corse en été, elle devient également groom, attachée de presse et pigiste à L’Écho du Val-d’Oise. Elle ouvre plus tard un bar à salades avec son premier mari près des Champs-Élysées à Paris, deux de ses clients travaillent à la télévision et lui disent que l'animateur Arthur cherche des personnes pour une émission de caméra cachée.

### Carrière à la télévision
Ainsi elle apparaît pour la première fois à la télévision en 1995 dans l'émission Les Enfants du jeu animée par Arthur sur France 2. Elle fait équipe notamment avec Valérie Benaïm.
En 1998, elle est embauchée par Case Productions et travaille en tant qu'animatrice sur les émissions de TF1 Et si ça vous arrivait ?, Exclusif, Plein les yeux. Elle est ensuite dans les coulisses de Star Academy où elle joue le rôle de la nounou, et de Loft Story 2 en 2002 sur M6 en tant que directrice de casting. Elle entre un an plus tard comme journaliste à la rédaction de Vie privée, vie publique, émission présentée par Mireille Dumas sur France 3.
Du 22 avril 2006 au 5 septembre 2015, elle présente l'émission D&CO sur M6, dans laquelle elle aide des 
familles à refaire  la décoration intérieure de leur maison ou appartement. Le succès lui vaut de décrocher une émission mensuelle en prime time : D&CO : Une semaine pour tout changer. Des personnalités telles que Omar et Fred apparaissent également dans des numéros spéciaux. En parallèle, elle se lance dans la comédie et joue dans plusieurs fictions télévisées.
En 2008, elle obtient le Gérard de l'« animatrice bien relou », qui lui est remis en mains propres lors de la cérémonie.
De 2010 à 2012, elle interprète le rôle-titre de la série télévisée en six épisodes, Victoire Bonnot, sur M6. Elle y joue avec sa fille Roxane. Le premier épisode réunit 4 724 000 téléspectateurs (18,80 % de PDA).
En 2013, elle participe à Toute la télé chante pour Sidaction sur France 2, en compagnie d'animateurs télé de toutes les chaînes.
Elle participe régulièrement au  divertissement Vendredi, tout est permis avec Arthur sur TF1.
Du 29 mars au 31 mai 2014, elle anime le talk-show Y'a que les imbéciles qui ne changent pas d'avis ! diffusé chaque samedi à 17 h 20 sur M6. Cette émission est déprogrammée en mai 2014, faute d'audience.
Le 3 juin 2014, elle participe à l'enregistrement du jeu télévisé de France 2  Fort Boyard présenté par Olivier Minne. Elle a joué avec Phil Auriel (son complice de D&CO), Amaury Leveaux, Artus, Alexandra Rosenfeld et Tony Saint Laurent en faveur de l'association CéKeDuBonheur. L'émission est diffusée le 16 août 2014. Elle y est de nouveau candidate en juillet 2016, aux côtés de Philippe Auriel, Jean-Luc Lemoine, Flora Coquerel, Amir et Pascal Soetens au profit de l'association Perce-Neige, ainsi qu'en juillet 2018, avec Alexandra Rosenfeld, Ariane Brodier, Hugo Clément, Artus et Cartman, pour soutenir l'association Imag'in.
Le 11 mai 2015, elle annonce dans Le Parisien qu'elle quitte M6 pour NRJ 12, qui lui propose plusieurs projets pour la rentrée. Elle est remplacée dans D&CO par Sophie Ferjani. Le pilote d'une série dérivée de Victoire Bonnot, Chez Victoire, tourné en 2012 mais demeuré inédit, est diffusé trois ans plus tard.
Sur NRJ 12, Valérie Damidot anime le jeu Le Labo de Damidot et intègre L'Académie des neuf, présentée par Benjamin Castaldi, mais les deux émissions sont déprogrammées fin 2015 faute d'audiences suffisantes. Quant à la nouvelle émission de déco annoncée lors de son arrivée sur la chaîne, elle est lancée le vendredi 20 novembre 2015 en prime time sous le titre Mission plus-value. Déplacée à plusieurs reprises à compter du 23 décembre, elle s'arrête le 20 janvier 2016 après dix numéros (dont un best of).
À l'automne 2016, elle participe à la septième saison de l'émission Danse avec les stars sur TF1, aux côtés du danseur Christian Millette, et termine septième de la compétition.
Du 20 mars au 24 mars 2017, à 17 h, elle anime Les Français ont du génie ! sur TF1, une émission pour laquelle elle sillonne les routes de France à la recherche d'inventeurs amateurs et dans laquelle elle est jurée avec l'entrepreneur Paul Morlet,,,.
Du 20 août 2017 au 10 septembre 2017, elle commente la série documentaire de quatre épisodes de 52 minutes, La vie secrète des chats sur TF1.
Depuis fin septembre 2017, Valérie Damidot anime sur RTL-TVI Les As de la déco, émission jugeant chaque semaine quatre amateurs passionnés de décoration venant de Wallonie et de Bruxelles. De plus, Les As de la déco s'installera à partir du 6 août 2018 sur TF1 dans la case de l'after school avec toujours l'animatrice aux commandes.
Depuis 2017, en novembre et décembre , elle présente Mon plus beau Noël du lundi au vendredi à 17h10 sur TF1. Elle y commente les prestations des candidats de l'émission. Elle est secondée en 2019 par le chef Juan Arbelaez qui prodigue des conseils de cuisine. Chaque été depuis 2018  elle anime sur la même chaîne Les Plus Belles Vacances.
Dès le 26 février 2022, elle propose un spectacle solo intitulé Valérie Damidot s'expose, dont la première a lieu à Caen et fait l'objet d'une tournée en France.

### Engagements
En 2012, lors de la campagne pour l'élection présidentielle, elle prend publiquement parti en faveur du candidat socialiste François Hollande.
L'animatrice a aussi fait part de son aversion pour le FN de Marine Le Pen à l'occasion élections régionales de 2015 puis de la présidentielle de 2017 à la suite de la qualification de la candidate frontiste pour le 2e tour.
Le 19 décembre 2018, plus de 70 célébrités se mobilisent à l'appel de l'association Urgence Homophobie. Damidot est l'une d'elles et apparaît dans le clip de la chanson De l'amour. En janvier 2019, outrée par les propos de Yann Moix qui déclare lors d'une interview à Marie Claire ne pas pouvoir aimer les femmes de 50 ans, elle lui répond via son compte Twitter.
Valérie Damidot, victime de violence conjugale lorsqu'elle était jeune, invite les femmes à parler de leurs souffrances. Selon elle, en France, il manque énormément de centres d'accueil pour les femmes victimes de ces violences. Elle participe d'ailleurs au mouvement #MaintenantOnAgit .

## Famille et vie privée
Très jeune elle rencontre et épouse un jeune fils de famille qui se révèle être un pervers narcissique qui la frappe. Ils divorcent après dix ans de mariage et deux enfants (Roxane et Norman). Elle rencontre ensuite Régis Viogeat, un ingénieur du son, son compagnon depuis plus de 20 ans.
En février 2019, son fils Norman, 24 ans, est candidat dans l'émission Le Grand Oral présentée par Laurent Ruquier sur France 2.

## Activités audiovisuelles

### Radio
- 2014-2015 : Les Pieds dans le plat animé par Cyril Hanouna sur Europe 1 : chroniqueuse
- 2016 : La Matinale de RFM : animatrice avec Élodie Gossuin[28]
- Depuis 2024 : Au taquet ! sur France Bleu

### Télévision

#### Animatrice
- 2006-2015 : D&CO sur M6 et Téva
- 2011 : Disney Party sur M6 : co-animation avec Estelle Denis
- 2012-2013 : Disney Party sur M6, avec Jérome Anthony
- 2014 : Y'a que les imbéciles qui ne changent pas d'avis !  sur M6
- 2014 : Les 30 ans du Top 50 (volumes 1 et 2) sur M6 / W9 : coanimation
- 2015 : Le Labo de Damidot sur NRJ 12
- 2015-2016 : Mission plus-value sur NRJ 12
- 2017 : Les Français ont du génie ! sur TF1
- 2017-2019 : La Vie secrète des chats sur TF1 : narratrice
- 2017 : Les As de la déco sur RTL-TVI
- 2017-2021 : Mon plus beau Noël sur TF1 puis TFX (en duo avec Juan Arbelaez de 2019 à 2021)
- 2017-2018 : Le Merveilleux village de Noël sur TF1 : co-animation avec Karine Ferri (2017), Laurent Mariotte et Tatiana Silva (2018)
- 2018-2024 : Les Plus Belles Vacances sur TF1
- 2018 : Les As de la déco sur TF1
- 2024 : Détox ta maison sur TFX : experte décoration

#### Participante / candidate
- 2014, 2016, 2018, 2019 : Fort Boyard sur France 2
- 2013,2016,2017,2018 : N'oubliez pas les paroles ! sur France 2
- 2014 : L'Œuf ou la Poule ? sur D8
- 2014 : Le Maillon faible sur D8
- 2015 : L'Académie des 9 sur NRJ 12
- 2016 : Saison 7 de Danse avec les stars sur TF1
- Depuis 2016 : Le Grand Concours sur TF1
- 2017 : La Dream Company sur TF1
- 2018 et 2021 : Les 12 Coups de la Rentrée sur TF1
- Depuis 2018 : Tout le monde a son mot à dire sur France 2 : participante
- 2019 : Tout le monde joue sur France 2
- 2020 : Saison 2 de Mask Singer (TF1) : candidate sous le costume de la Renarde
- 2021 : Le Grand Quiz sur TF1
- 2024 : Le Maître du Jeu sur TF1

## Filmographie
- 2002 : Sauveur Giordano, épisode 2 : Noces de papier : Sylvie, la secrétaire médicale
- 2010-2012 : Victoire Bonnot (6 épisodes) : Victoire Bonnot
- 2015 : Chez Victoire (un seul épisode : Nouvelle vie) : Victoire Bonnot
- 2019 : Family Business (série Netflix) d'Igor Gotesman : elle-même

## Spectacle
- 2022 : Valérie Damidot s'expose (spectacle solo), tournée dans toute la France.

## Publications
- Une maison toute en couleurs, 2007
- Gagner de la place, 2008
- Décorer et aménager un studio, 2008
- Déco récup, 2008
- Décorer et aménager une salle de bain, 2008
- Décorer et aménager une chambre d'ado, 2008
- Décorer et aménager une cuisine, 2008
- Décorer et aménager un deux pièces, 2008
- Décoration et bricolage, 2008
- D&CO avant/après, 2008
- Le cœur sur la main, le doigt sur la gâchette, 2016
- La terrible époque des sous-pulls acrylique, 2021